# ليون بيلاسكو
ليون بيلاسكو (بالإنجليزية: Leon Belasco)‏ هو عازف كمان وممثل أمريكي، ولد في 11 أكتوبر 1902 في أوكرانيا، وتوفي في 1 يونيو 1988 في الولايات المتحدة.

## أعمال

### أفلام
- (1941) احتضن الفجر العائد
- (1942) الطريق إلى المغرب
- (1942) حانة السعادة
- (1942) كازبلانكا
- (1942) يانكي دودل داندي
- (1948) مغامرات دون جوان
- (1950) أبوت وكوستيلو في الفيلق الخارجية
- (1950) بغداد
- (1953) ادعني مدام

## وصلات خارجية
- ليون بيلاسكو على موقع IMDb (الإنجليزية)
- ليون بيلاسكو على موقع ميوزك برينز (الإنجليزية)
- ليون بيلاسكو على موقع قاعدة بيانات برودواي على الإنترنت (الإنجليزية)
- ليون بيلاسكو على موقع قاعدة بيانات الفيلم (الإنجليزية)